# Вилиџ Грин-Грин Риџ (Пенсилванија)
Вилиџ Грин-Грин Риџ (енгл. Village Green-Green Ridge) насељено је место без административног статуса у америчкој савезној држави Пенсилванија.

## Демографија
По попису из 2010. године број становника је 7.822, што је 457 (-5,5%) становника мање него 2000. године.
| Група             | 2000.         | 2010.         |
| Белци             | 8.021 (96,9%) | 7.458 (95,3%) |
| Афроамериканци    | 50 (0,6%)     | 109 (1,4%)    |
| Азијати           | 63 (0,8%)     | 56 (0,7%)     |
| Хиспаноамериканци | 92 (1,1%)     | 143 (1,8%)    |
| Укупно            | 8.279         | 7.822         |